# Freeman Dyson
Freeman John Dyson (Crowthorne, 15 dicembre 1923 – Princeton, 28 febbraio 2020) è stato un fisico e matematico britannico naturalizzato statunitense, conosciuto principalmente per i suoi studi in elettrodinamica quantistica, fisica dello stato solido e ingegneria nucleare.
Ha teorizzato vari concetti che portano il suo nome; i più importanti sono la trasformazione di Dyson, l'albero di Dyson, la serie di Dyson e la sfera di Dyson.

## Biografia
Nato il 15 dicembre 1923 a Crowthorne in Berkshire, Dyson era figlio del compositore inglese George Dyson. Non ci sono relazioni di sangue tra lui e l'astronomo Frank Watson Dyson, ma il fatto che condividesse il cognome con Freeman incentivò ancor più quest'ultimo nel proseguire i suoi studi ed aumentare il suo interesse per la scienza. In giovane età, Dyson mostrò un notevole interesse per lo studio del sistema solare e della sua logica, ed all'età di cinque anni calcolò il numero di atomi presenti nel Sole.

### Studi
Dal 1936 al 1941 frequentò il Winchester College, dove suo padre aveva lavorato come direttore d'orchestra e maestro di Musica. All'età di diciassette anni studiò con il matematico Godfrey Harlod Hardy al Trinity College (dove due anni prima aveva vinto una borsa di studio) e due anni dopo, all'età di diciannove anni, venne chiamato a lavorare per la Operational Research Section (ORS) del Comando Bombardieri della Royal Air Force inglese durante la Seconda guerra mondiale. Al termine di quest'ultima, Dyson venne riammesso al Trinity College, dove ottenne il "Bachelor of Arts degree" in matematica e dove poi si tratterrà per qualche anno per continuare i suoi studi come collaboratore del college.

### Carriera
Nel 1947 Dyson si trasferì negli Stati Uniti per conseguire il dottorato in fisica assieme al fisico nucleare Tedesco Hans Bethe alla Cornell University (1947-1948). Nel giro di una settimana dal suo arrivo, Dyson fece la conoscenza del fisico teorico Richard Feynman, che riconobbe immediatamente la genialità di Dyson, e decise di seguirlo nei suoi studi. Negli anni successivi studiò al Institute for Advanced Study per poi tornare nel 1949 in Inghilterra, dove diventò ricercatore all'Università di Birmingham senza, però, riuscire mai a conseguire il dottorato.
Nel suo periodo di permanenza in Inghilterra, Dyson dimostrò l'equivalenza di due formule in elettrodinamica quantistica facendo frequente utilizzo dei diagrammi di Feynman (cosa della quale Feynman stesso rimase molto colpito in quanto Dyson fu la prima persona ad "apprezzare" l'utilizzo dei diagrammi da lui studiati): la prima, appunto, era rappresentata dai diagrammi, mentre la seconda è rappresentata dal metodo operativo sviluppato dai fisici teorici Julian Schwinger e Shin'ichirō Tomonaga. Secondo Dyson, i diagrammi di Feynman non sono solamente strumenti e formule di calcolo, bensì riescono a rappresentare, grazie a formule sviluppate dallo stesso Dyson, dei potenti strumenti tramite i quali è possibile risolvere i problemi di "rinormalizzazione", ovvero le problematiche derivate dal calcolo di cifre infinite che emergono nello studio di quantità fisiche.
Gli studi di Dyson sui diagrammi, inoltre, erano presentati in modo che anche gli altri fisici potessero facilmente comprenderli, rendendo più facile la loro "accettazione" da parte dei fisici.
In particolar modo, gli studi di Dyson sul lavoro di Feynman interessarono il fisico teorico Robert Oppenheimer, che in seguito ricompensò Dyson offrendogli la possibilità di continuare gratuitamente i suoi studi all'Institute for Advanced Study (citando le parole di Oppenheimer, questo decise di ricompensare Dyson per "avergli provato di aver sbagliato").
Nel 1949 continuò i propri studi e concepì la serie di Dyson.
Due anni più tardi, nel 1951, entrò alla facoltà di Cornell come professore, pur mancando di un dottorato, e nel 1953 gli fu offerto un incarico permanente presso il Institute for Advanced Study a Princeton, nel New Jersey, nel quale ha lavorato per più di sessant'anni.
Nel 1957 ricevette la cittadinanza statunitense e rinunciò quindi alla nazionalità inglese: si scoprì poi che lo fece perché ai figli, nati negli Stati Uniti, non fu mai riconosciuta la nazionalità inglese.
Dal 1957 al 1961 prese parte al Progetto Orione, la possibilità di utilizzare nelle astronavi la propulsione dell'energia nucleare; un prototipo con esplosivi convenzionali dimostrò la fattibilità del progetto. Nel 1963, però, il Trattato sulla messa al bando parziale degli esperimenti nucleari (in inglese "Partial Test Ban Treaty", abbreviato in PTBT) permise solo la sperimentazione nucleare sotterranea, causando l'abbandono del progetto.
Nel 1958 ha lavorato come leader del team di design nel progetto TRIGA, un reattore nucleare abbastanza ristretto e relativamente sicuro utilizzato in ospedali ed università di tutto il mondo per la produzione di isotopi a scopo medico.
In documento del 1966 Dyson, assieme ad Andrew Lenard, provò che il principio di esclusione di Pauli gioca un ruolo fondamentale nella stabilità della materia: non è la repulsione elettromagnetica degli elettroni di due superfici di due blocchi di legno uno sopra l'altro a far sì che questi non collassino in un singolo ammasso di materia, ma è il principio di esclusione, applicato a protoni ed elettroni, che genera la macroscopica "forza normale". Sempre nell'ambito della fisica della materia condensata, Dyson ha studiato anche la transizione del modello di Ising in una dimensione e le onde a spirale.
Dyson ha lavorato in una serie di campi oltre alla matematica, come topologia, analisi, la teoria dei numeri e le matrici casuali. Proprio riguardo a quest'ultimo campo, nel 1973 il teorico dei numeri Hugh Montgomery stava visitando il Institute for Advanced Study dopo aver scritto la sua congettura riguardante la distribuzione degli zeri nella funzione zeta di Riemann. Dopo aver mostrato la sua formula al matematico Atle Selberg, gli viene suggerito di mostrare la sua teoria a Dyson. Questo riconosce la formula come la funzione di distribuzione radiale dell'insieme unitario gaussiano e ciò mostra un probabile rapporto tra la distribuzione dei numeri primi ed i livelli energetici dei nuclei degli elementi pesanti (come l'uranio).
Nel 1979 Dyson collaborò con l'Institute for Energy Analysis per lo studio del clima. Il suo gruppo, sotto le direttive del fisico nucleare Alvin Weinberg, ha aperto la strada ad una moltitudine di studi climatici grazie anche al supporto fornito da un gruppo di biologi.
Nel corso degli anni '70 ha lavorato sugli studi climatici assieme al gruppo di scienziati d'élite statunitensi chiamato JASON.
Nonostante sia stato premiato numerose volte, Dyson non ha mai ricevuto il Premio Nobel. Secondo il fisico teorico e Premio Nobel Steven Weinberg tale decisione fu errata da parte del Comitato Nobel, ma Dyson ha ricordato, nel 2009, che "[pensa] sia quasi vero, senza eccezioni, che se si vuole vincere il Nobel si dovrebbe prendere un lungo periodo di attenzione e concentrarsi su un problema profondo per dieci anni. Ciò non era nel mio stile."
Dyson ha contribuito regolarmente al The New York Review of Books e, nel 2012, ha pubblicato assieme all'astrofisico William Henry Press un nuovo risultato riguardante il Dilemma del prigioniero sulla rivista scientifica statunitense PNAS.
Si professava cristiano anche se non si curava molto della dottrina.
È morto il 28 febbraio 2020, all'età di 96 anni.

## Riconoscimenti
Freeman Dyson ricevette un gran numero di premi, fra cui:
- Premio Dannie Heineman per la fisica matematica nel 1965[3]
- Medaglia Lorentz nel 1966[4]
- Medaglia Max Planck nel 1969[5]
- Premio Harvey nel 1977[6]
- Premio Wolf per la fisica nel 1981[7]
- Premio Enrico Fermi del Dipartimento dell'energia degli Stati Uniti d'America nel 1993
- Premio Internazionale Feltrinelli dell'Accademia Nazionale dei Lincei nel 1996[8]
- Premio Templeton nel 2000

Fu anche eletto membro di alcune società scientifiche esclusive, come la Royal Society, la National Academy of Science e l'American Philosophical Society.

## Opere
Tra i suoi libri pubblicati in Italia: 
- Turbare l'Universo, Bollati Boringhieri, 1981
- Infinito in ogni direzione, Rizzoli, 1989
- L'importanza di essere imprevedibile, Di Renzo Editore, 1998
- Origini della vita, 1999
- Il Sole, il genoma e internet , Bollati Boringhieri, 2000
- Lo scienziato come ribelle Longanesi, 2008